# Governo Vennola I
Il governo Vennola I è stato il terzo governo della Finlandia e durò dal 15 agosto del 1919 fino al 15 marzo 1920. È stato un governo di minoranza, presieduto da Juho Vennola. Fu un governo guidato dal Partito Progressista Nazionale, assieme alla Lega Agraria e ad un indipendente.

## Ministeri
| Ministero                                     | Ministro           | Periodo                           | Partito                        |
| --------------------------------------------- | ------------------ | --------------------------------- | ------------------------------ |
| Primo ministro                                | Juho Vennola       | 15 settembre 1919 - 15 marzo 1920 | Partito Progressista Nazionale |
| Ministero degli affari esteri                 | Rudolf Holsti      | 15 settembre 1919 - 15 marzo 1920 | Partito Progressista Nazionale |
| Ministero della giustizia                     | Henrik Kahelin     | 15 settembre 1919 - 15 marzo 1920 | Partito Progressista Nazionale |
| Ministero della Guerra                        | Karl Emil Berg     | 15 settembre 1919 - 15 marzo 1920 | Indipendente                   |
| Ministero degli Interni                       | Heikki Ritavuori   | 15 settembre 1919 - 15 marzo 1920 | Partito Progressista Nazionale |
| Ministero delle finanze                       | Johannes Lundson   | 15 settembre 1919 - 15 marzo 1920 | Partito Progressista Nazionale |
| Ministero della Chiesa e dell'Educazione      | Mikael Soininen    | 15 settembre 1919 - 15 marzo 1920 | Partito Progressista Nazionale |
| Ministero dell'Agricoltura                    | Kyösti Kallio      | 15 settembre 1919 - 15 marzo 1920 | Lega Agraria                   |
| Ministero del Trasporto e dei Lavori Pubblici | Santeri Pohjanpalo | 15 settembre 1919 - 15 marzo 1920 | Partito Progressista Nazionale |
| Ministero degli Scambi e dell'Industria       | Eero Erkko         | 15 settembre 1919 - 15 marzo 1920 | Partito Progressista Nazionale |
| Ministero degli Affari Sociali                | Santeri Alkio      | 15 settembre 1919 - 15 marzo 1920 | Lega Agraria                   |
| Ministero della Provvidenza                   | Mikko Collan       | 15 settembre 1919 - 15 marzo 1920 | Partito Progressista Nazionale |
| Ministero senza portafoglio                   | Mikko Luopajärvi   | 15 settembre 1919 - 15 marzo 1920 | Lega Agraria                   |